# 真空遮断器

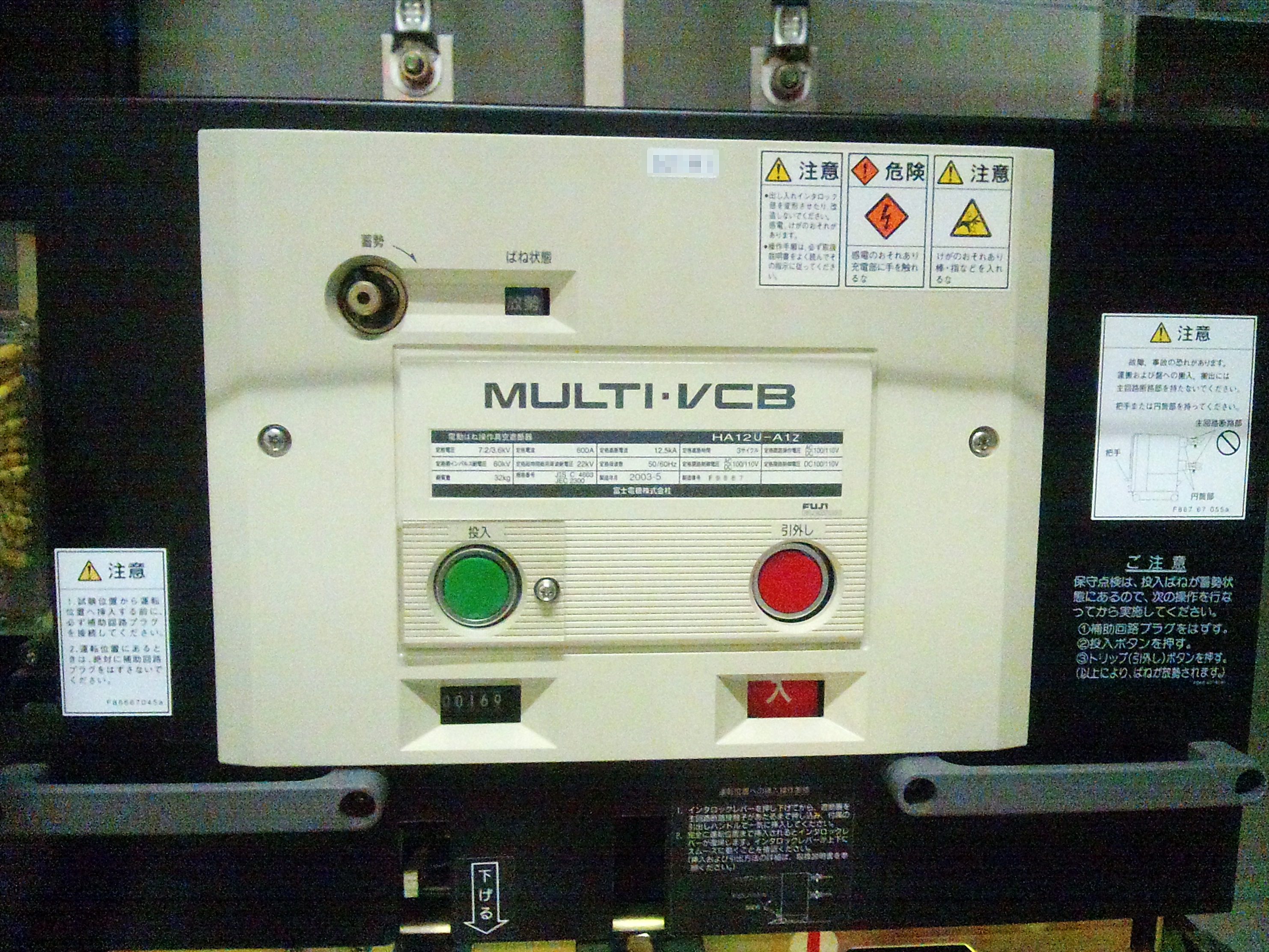
600A真空遮断器（VCB）

真空遮断器（しんくうしゃだんき、英語：Vacuum Circuit Breaker, VCB）は、配電盤等で使用されている遮断器である。高圧や特別高圧の配電設備に装備されることが多い。また、真空遮断器は遮断騒音が小さく、普及率が非常に高く、PF・S型を除くほとんどの高圧受変電設備で採用されている。

## 原理
真空遮断器は、高真空の容器に電極を収めた構造をしている。高真空の優れた絶縁耐力と、消アーク能力を利用して電流の遮断を行う。電路を開放した際、電極間には電極より蒸発した粒子と電子によって構成されるアークが発生する。しかし、アークを構成する物質は高真空内においては拡散してしまうため、アークは形をとどめていることができず、消滅する。その後、電路間は高真空の優れた絶縁特性により、良好な絶縁体となる。